# Opere di Pacecco De Rosa
Segue un elenco esaustivo (ma comunque incompleto) delle opere del pittore Pacecco de Rosa (1607-1656).
La lista comprende anche svariate opere di attribuzione controversa, opportunamente segnalate nella colonna "note".
| Dipinto | Titolo                                                                               | Anno          | Tecnica        | Dimensioni     | Collocazione                                            | Città                 | Note |
| ------- | ------------------------------------------------------------------------------------ | ------------- | -------------- | -------------- | ------------------------------------------------------- | --------------------- | --- |
|         | Loth e le figlie                                                                     |               | olio su tela   | 121,9×160 cm   | Collezione privata                                      | -                     | Realizzato in collaborazione con Filippo Vitale |
|         | Loth e le figlie                                                                     |               | olio su tela   | -              | Collezione privata                                      | -                     | Realizzato in collaborazione con Filippo Vitale |
|         | Cristo e l'adultera                                                                  | 1630-1635     | olio su tela   | 150×202 cm     | Collezione privata                                      | -                     | Realizzato in collaborazione con Filippo Vitale |
|         | Riposo durante la fuga in Egitto                                                     | 1635-1640     | olio su tela   | 82×170 cm      | Collezione privata                                      | -                     | Realizzato in collaborazione con Filippo Vitale |
|         | Riposo durante la fuga in Egitto                                                     | 1635-1640     | olio su tela   | 86,5×177,5 cm  | Collezione privata                                      | -                     | Realizzato in collaborazione con Filippo Vitale; replica con lievi varianti del dipinto precedente                                                       |
|         | Sisara e Giaele                                                                      | 1635-1640     | olio su tela   | -              | Collezione privata                                      | -                     | |
|         | San Gennaro in gloria                                                                |               | olio su tela   | 135×100 cm     | Museo diocesano                                         | Cosenza               | Attribuzione controversa tra Andrea Vaccaro, Filippo Vitale e Pacecco de Rosa                                                                            |
|         | San Gennaro con angelo reggiampolle                                                  | 1630-1635     | olio su tela   | 128×101 cm     | Collezione privata                                      | -                     | Realizzato in collaborazione con Filippo Vitale |
|         | San Biagio guaritore                                                                 |               | olio su tela   | 120×101 cm     | Collezione privata                                      | -                     | |
|         | San Biagio guaritore                                                                 |               | olio su tela   | 130×100 cm     | Convento della chiesa di Sant'Anna di Palazzo           | Napoli                | Già collocato nel cappellone del Rosario, poi spostato nella casa parrocchiale                                                                           |
|         | San Biagio guaritore                                                                 |               | olio su tela   | 126×152 cm     | già nella basilica di Santa Chiara a Napoli             | -                     | Attribuito all'ambito di Filippo Vitale (quindi Pacecco de Rosa?), il dipinto non è oggi rintracciato                                                    |
|         | San Biagio guaritore                                                                 |               | olio su tela   | 57×43,5 cm     | Collezione privata                                      | -                     | Frammento di una tela più grande |
|         | Santa Giuliana in carcere                                                            | 1631 ca.      | olio su tela   | 115×90 cm      | già nella chiesa di Santa Sofia a Giugliano in Campania | -                     | Trafugato nel 1998, il dipinto non è oggi rintracciato                                                                                                   |
|         | Martirio di santa Sofia                                                              | 1631 ca.      | olio su tela   | 115×90 cm      | già nella chiesa di Santa Sofia a Giugliano in Campania | -                     | Trafugato nel 1998, il dipinto non è oggi rintracciato                                                                                                   |
|         | San Romito diacono                                                                   | 1631 ca.      | olio su tela   | 115×90 cm      | già nella chiesa di Santa Sofia a Giugliano in Campania | -                     | Trafugato nel 1998, il dipinto non è oggi rintracciato                                                                                                   |
|         | Martirio di san Giuliano                                                             | 1631 ca.      | olio su tela   | 115×90 cm      | Chiesa di Santa Sofia                                   | Giugliano in Campania | Trafugato nel 1998, il dipinto è stato rintracciato nel 2015 e riportato nella sua originaria collocazione                                               |
|         | San Deodato abate                                                                    | 1631 ca.      | olio su tela   | 115×90 cm      | Chiesa di Santa Sofia                                   | Giugliano in Campania | Trafugato nel 1998, il dipinto è stato rintracciato nel 2015 e riportato nella sua originaria collocazione                                               |
|         | Gennaro vescovo offre alla Madonna e al Bambino il segno del suo martirio            | 1635-1640     | olio su tela   | 75×102 cm      | Collezione privata                                      | -                     | |
|         | Lotta di Giacobbe e l'angelo                                                         | entro il 1635 | olio su tela   | -              | Collezione privata                                      | -                     | |
|         | Santa Cecilia al cembalo                                                             |               | olio su tela   | 100,2×74,8 cm  | Rettorato dell'Università                               | Messina               | |
|         | Sant'Antonio da Padova intercede per Napoli                                          | 1635 ca.      | olio su tela   | 410×308 cm     | Convento di San Lorenzo Maggiore                        | Napoli                | Realizzato in collaborazione con Filippo Vitale |
|         | San Gennaro intercede presso la Vergine per la salvezza di Napoli                    | 1631-1632     | olio su tela   | 221×176,5 cm   | Museo del Tesoro di San Gennaro                         | Napoli                | |
|         | Beato Bernardo Tolomei consegna la regola                                            | 1631-1640     | olio su tela   | 302×182 cm     | Chiesa di Santa Maria di Monteoliveto                   | Napoli                | |
|         | San Sebastiano                                                                       | 1628-1630     | olio su tela   | 145×127 cm     | Museo diocesano                                         | Salerno               | |
|         | Madonna col Bambino                                                                  | 1635-1640 ca. | olio su tela   | 76×61 cm       | Museo nazionale di San Martino                          | Napoli                | |
|         | Strage degli innocenti                                                               | 1635-1640 ca. | olio su tela   | 225×242 cm     | Museo diocesano                                         | Napoli                | Assegnato alla bottega di Filippo Vitale (Pacecco de Rosa?)                                                                                              |
|         | San Nicola di Bari ed il garzone Basilio                                             | 1636          | olio su tela   | 275×189 cm     | Chiesa di San Nicolao                                   | Milano                | Attribuito da gran parte della critica a Massimo Stanzione                                                                                               |
|         | Giuditta e Oloferne                                                                  | 1640          | olio su tela   | 126×154 cm     | Collezione privata                                      | -                     | Inizialmente assegnato ad opera dipinta da Pacecco in collaborazione con Filippo Vitale; oggi ascritta al secondo                                        |
|         | Martirio di san Biagio                                                               | 1640          | olio su tela   | 153×127 cm     | Museo provinciale Sigismondo Castromediano              | Lecce                 | Siglato «GFR» |
|         | Giuseppe e la moglie di Putifarre                                                    | 1640 ca.      | olio su tela   | -              | Collezione privata                                      | -                     | |
|         | San Giovanni Battista                                                                | 1640 ca.      | olio su tela   | 120×80 cm      | Collegiata di Santa Maria Assunta                       | Bagnoli Irpino        | Iscrizione sul retro della tela: «Pacecco de Rosa» |
|         | Compianto su Cristo deposto                                                          | 1640-1650     | olio su tela   | 181×237 cm     | Museo nazionale di San Martino                          | Napoli                | Assegnato nel 1880 a Massimo Stanzione, è firmato in basso a sinistra: «P[...] de Rosa f.»                                                               |
|         | San Nicola di Bari ed il garzone Basilio                                             | 1636          | olio su tela   | 255×164 cm     | Certosa di San Martino                                  | Napoli                | |
|         | Orfeo che incanta gli animali                                                        | ante 1647     | olio su tela   | 209×254 cm     | Musée des Beaux Arts                                    | Besançon              | |
|         | Mosè fa scaturire l'acqua dalla roccia                                               | 1639-1640 ca. | olio su tela   | 83×130 cm      | Collezione privata                                      | -                     | |
|         | Martirio di san Gennaro e dei suoi compagni nella solfatara                          | 1635 ca.      | olio su tela   | 206×259,5 cm   | Collezione privata                                      | -                     | |
|         | Incontro di Rachele e Giacobbe al pozzo                                              | 1638-1642     | olio su tela   | 147,5×208 cm   | Museo nazionale di San Martino                          | Napoli                | |
|         | Abramo e i tre angeli                                                                | 1630-1649     | olio su tela   | 195×130 cm     | Museo civico di Castel Nuovo                            | Napoli                | |
|         | Incontro di Rachele e Giacobbe                                                       | 1630-1650     | olio su tela   | 126×182 cm     | Pinacoteca metropolitana                                | Bari                  | Dal 1967 in sottoconsegna dal Museo di Capodimonte di Napoli, a cui appartiene (n. inv. Q 245)                                                           |
|         | Sant'Agnese                                                                          | 1638-639      | olio su tela   | 51×62 cm       | Collezione privata                                      | -                     | |
|         | Rebecca ed Eliezer al pozzo                                                          | 1630-1650     | olio su tela   | 124,5×175 cm   | Penrhyn Castle                                          | Gwynedd               | |
|         | San Giovanni Battista                                                                | 1640-1660     | olio su tela   | 101×74,5 cm    | Museo nazionale di San Martino                          | Napoli                | |
|         | Giuditta con la testa di Oloferne                                                    | 1640-1645     | olio su tela   | 182×146 cm     | Collezione privata                                      | -                     | |
|         | Riposo durante la fuga in Egitto                                                     | 1645 ca.      | olio su tela   | 123×128,5 cm   | Museo nazionale di Palazzo Lanfranchi                   | Matera                | Inizialmente assegnato ad opera dipinta da Pacecco in collaborazione con Filippo Vitale; oggi ascritta al secondo                                        |
|         | Susanna e i vecchioni                                                                | 1645 ca.      | olio su tela   | 208×256 cm     | Museo di Capodimonte                                    | Napoli                | |
|         | Martirio di san Lorenzo                                                              |               | olio su tela   | 117×152 cm     | Chiesa dell'Addolorata                                  | Lizzanello            | Tela ridotta dalle dimensioni originarie (117×180 cm) |
|         | Martirio di san Gennaro e dei suoi compagni nella solfatara                          | 1640-1645     | olio su tela   | 188×135 cm     | Collezione privata                                      | -                     | |
|         | Martirio di san Lorenzo                                                              |               | olio su tela   | 181,5×140 cm   | ubicazione ignota                                       | -                     | |
|         | Martirio di san Lorenzo                                                              | 1635 ca.      | olio su tela   | 127×180 cm     | Bob Jones University Museum of Art                      | Greenville            | |
|         | Strage degli innocenti                                                               | 1640 ca.      | olio su tela   | 198×304 cm     | Museum of Art                                           | Philadelphia          | Acquistato dal museo come opera di Massimo Stanzione nel 1973                                                                                            |
|         | Strage degli innocenti                                                               | 1640 ca.      | olio su tela   | 204,7×309,5 cm | Chiesa di Sante Marguerite                              | Parigi                | Replica del dipinto precedente |
|         | San Luca                                                                             | 1645 ca.      | olio su tela   | 78×69 cm       | Museo di Capodimonte                                    | Napoli                | Già nella chiesa di Santa Maria degli Incurabili, è in pendants col dipinto successivo                                                                   |
|         | San Matteo                                                                           | 1645 ca.      | olio su tela   | 78×65 cm       | Museo di Capodimonte                                    | Napoli                | Già nella chiesa di Santa Maria degli Incurabili, è in pendants col dipinto successivo                                                                   |
|         | San Lorenzo                                                                          | 1640-1642 ca. | olio su tela   | 78×65 cm       | ubicazione ignota                                       | -                     | Pendants col dipinto successivo |
|         | Santo Stefano                                                                        | 1640-1642 ca. | olio su tela   | 78×65 cm       | ubicazione ignota                                       | -                     | Pendants col dipinto precedente |
|         | Martirio di sant'Orsola                                                              |               | olio su tela   | 111×155,5 cm   | Mercato d'antiquario                                    | Madrid                | Realizzato in collaborazione con Filippo Vitale |
|         | Martirio di sant'Orsola                                                              |               | olio su tela   | 101,5×152 cm   | Collezione privata                                      | -                     | Replica con lievi varianti del dipinto precedente |
|         | Martirio di sant'Orsola                                                              |               | olio su tela   | 94×115 cm      | Collezione privata                                      | -                     | Replica con lievi varianti del dipinto precedente |
|         | Continenza di Scipione                                                               | 1645 ca.      | olio su tela   | 145×198 cm     | Collezione privata                                      | -                     | |
|         | Didone abbandonata                                                                   | 1645 ca.      | olio su tela   | 200×310 cm     | Museo di Capodimonte                                    | Napoli                | Già in collezione d'Avalos |
|         | Andata al Calvario                                                                   | 1640 ca.      | olio su tela   | 200×178 cm     | Museo di Capodimonte                                    | Napoli                | Già in collezione d'Avalos |
|         | Testa di Cristo                                                                      |               | olio su tela   | 28,5×27 cm     | ubicazione ignota                                       | -                     | |
|         | Testa di Cristo                                                                      |               | olio su tela   | 41×31 cm       | Museo d'arte della città                                | Ravenna               | Attribuita a Pacecco de Rosa quale copia da Annibale Carracci                                                                                            |
|         | Figura femminile (Agar?)                                                             |               | olio su tela   | 98,4×115,6 cm  | Museo Ferré                                             | Ponce                 | |
|         | Santa Maria Egiziaca                                                                 | 1640-1645     | olio su tela   | -              | Collezione privata                                      | -                     | |
|         | Annunciazione                                                                        | 1644          | olio su tela   | 225×183 cm     | Chiesa di San Gregorio Armeno                           | Napoli                | Firmato e datato: «Pacecco de Rosa / f. 1644» |
|         | Adorazione dei pastori                                                               | 1630          | olio su tela   | 200×300 cm     | Palazzo Montecitorio                                    | Roma                  | In deposito dal Museo nazionale di Capodimonte di Napoli                                                                                                 |
|         | Deposizione                                                                          | 1645          | olio su tela   | 156×210 cm     | Chiesa della Nunziatella                                | Napoli                | |
|         | Deposizione                                                                          | 1645          | olio su tela   | 145×280 cm     | Convento del Gesù Nuovo                                 | Napoli                | Replica del dipinto precedente di dubbia attribuzione |
|         | Ratto d'Europa                                                                       | 1645 ca.      | olio su tela   | 225×175 cm     | Patrimoine Municipal                                    | Corte                 | |
|         | Venere trattiene Adone                                                               | 1645 ca.      | olio su tela   | 228×178 cm     | Musée des Beaux Arts                                    | Besançon              | |
|         | Estasi di sant'Antonio da Padova                                                     | 1640 ca.      | olio su tela   | 264,5×190 cm   | Gemäldegalerie der Akademie der bildenden Künste        | Vienna                | |
|         | Estasi di sant'Antonio da Padova                                                     | 1647-1650     | olio su tela   | 206×154 cm     | Museo di Capodimonte                                    | Napoli                | Già in collezione d'Avalos |
|         | Fuga in Egitto                                                                       | 1645 ca.      | olio su tela   | 221×178 cm     | Museo di Capodimonte                                    | Napoli                | Già in collezione d'Avalos |
|         | Riposo durante la fuga in Egitto                                                     | 1640-1645     | olio su tela   | 127×177 cm     | Collezione privata                                      | -                     | |
|         | Madonna col Bambino                                                                  | 1645 ca.      | olio su tela   | -              | Collezione privata                                      | -                     | |
|         | Riposo durante la fuga in Egitto                                                     | 1645 ca.      | olio su tela   | 122,5×148,5 cm | Galleria nazionale                                      | Cosenza               | |
|         | Riposo durante la fuga in Egitto                                                     | 1645 ca.      | olio su tela   | 130×104 cm     | Collezione privata                                      | -                     | |
|         | Venere e Adone                                                                       | 1645 ca.      | olio su tela   | 202×150 cm     | Collezione privata                                      | -                     | |
|         | Madonna col Bambino                                                                  |               | olio su tela   | 58,5×48,5 cm   | Collezione privata                                      | -                     | |
|         | Maddalena penitente                                                                  |               | olio su tela   | 125×93,5 cm    | Collezione privata                                      | -                     | |
|         | Ritrovamento di Mosè                                                                 |               | olio su tela   | 200×304 cm     | Collezione privata                                      | -                     | |
|         | Bagno di Diana                                                                       | 1645 ca.      | olio su tela   | 205×257,5 cm   | Museo di Capodimonte                                    | Napoli                | Già in collezione d'Avalos |
|         | Flora                                                                                | 1645-1650     | olio su tela   | 103,5×86 cm    | Kunsthistorisches Museum                                | Vienna                | Con la collaborazione di Luca Forte che si occupò di dipingere la componente floreale della natura morta                                                 |
|         | Santa Caterina d'Alessandria                                                         | 1645-1650     | olio su tela   | 130×185 cm     | Collezione privata                                      | -                     | |
|         | Sant'Agata                                                                           | 1648-1649     | olio su tela   | 106x75 cm      | Collezione privata                                      | -                     | firmato in basso a sinistra: «PACICCO DE ROSA» |
|         | Santa Barbara                                                                        | 1645 ca.      | olio su tela   | 100×73 cm      | Collezione privata                                      | -                     | |
|         | Santa Dorotea                                                                        | 1640-1645     | olio su tela   | -              | Národní galerie                                         | Praga                 | |
|         | Santa Dorotea                                                                        | 1645 ca.      | olio su tela   | -              | Collezione privata                                      | -                     | |
|         | Sant'Agnese                                                                          | 1640-1645     | olio su tavola | 65×58 cm       | già nel Palazzo Imperiali di Francavilla Fontana        | -                     | Trafugato nel 1986 e oggi non rintracciato |
|         | Giudizio di Paride                                                                   | 1645-1649     | olio su tela   | 108×167 cm     | Museo di Capodimonte                                    | Napoli                | Già in collezione d'Avalos |
|         | Venere e Marte                                                                       | 1645-1649     | olio su tela   | 70×130 cm      | Museo di Capodimonte                                    | Napoli                | Già in collezione d'Avalos |
|         | Venere, satiro e ue amorini                                                          | 1645-1649     | olio su tela   | 69×132 cm      | Museo di Capodimonte                                    | Napoli                | Già in collezione d'Avalos |
|         | Madonna col Bambino e san Giuseppe                                                   | 1643 ca.      | olio su rame   | -              | Collezione privata                                      | -                     | |
|         | Nascita della Vergine                                                                | 1641-1647     | olio su tela   | 230×300 cm     | Basilica di San Paolo Maggiore                          | Napoli                | Lunetta della cappella della Purità |
|         | Presentazione di Gesù al Tempio                                                      | 1641-1647     | olio su tela   | 230×300 cm     | Basilica di San Paolo Maggiore                          | Napoli                | Lunetta della cappella della Purità |
|         | Madonna della Purità                                                                 | post 1641     | olio su tela   | 250×194 cm     | Chiesa di San Potito                                    | Napoli                | Dipinto eseguito su modello della tavola cinquecentesca di Luis de Morales collocata nella cappella della Purità in San Paolo Maggiore a Napoli nel 1641 |
|         | Madonna della Purità                                                                 | post 1641     | olio su tavola | 150×150 cm     | Chiesa di Santa Maria di Costantinopoli                 | Napoli                | Dipinto eseguito su modello della tavola cinquecentesca di Luis de Morales collocata nella cappella della Purità in San Paolo Maggiore a Napoli nel 1641 |
|         | Madonna della Purità                                                                 | post 1641     | olio su tavola | 141×141 cm     | Chiesa dell'Annunziata                                  | Pollena Trocchia      | Dipinto eseguito su modello della tavola cinquecentesca di Luis de Morales collocata nella cappella della Purità in San Paolo Maggiore a Napoli nel 1641 |
|         | Incontro di Rachele e Giacobbe                                                       | 1650 ca.      | olio su tela   | 142×193 cm     | Collezione privata                                      | -                     | |
|         | Il duca di Guisa riceve lo scettro dalla Madonna implorata da san Ludovico di Tolosa | 1647-1648     | olio su tela   | 113×143,5 cm   | Collezione privata                                      | -                     | |
|         | I santi Cecilia, Valeriano e Tiburzio                                                |               | olio su tela   | 144,6×180,2 cm | Collezione privata                                      | -                     | |
|         | Loth e le figlie in fuga da Sodoma                                                   |               | olio su tela   | 142×193 cm     | Collezione privata                                      | -                     | Realizzato assieme a Filippo Vitale, di cui è presente la firma                                                                                          |
|         | Madonna col Bambino che dà il rosario a san Carlo Borromeo e a san Domenico          | 1654          | olio su tela   | 200×170 cm     | Chiesa di San Domenico Maggiore                         | Napoli                | Realizzato in collaborazione con Filippo Vitale |
|         | Rebecca ed Eliezer al pozzo                                                          | 1650 ca.      | olio su tela   | 129,5×180,3 cm | Collezione privata                                      | -                     | |
|         | Estasi di sant'Antonio da Padova                                                     | 1650-1652     | olio su tela   | 234×184 cm     | Chiesa di Santa Maria della Purità degli Orefici        | Napoli                | |
|         | Adorazione dei pastori                                                               |               | olio su tela   | 155×209 cm     | Collezione privata                                      | -                     | |
|         | Maddalena penitente                                                                  |               | olio su tela   | 75,6×63,9 cm   | Collezione privata                                      | -                     | |
|         | Maddalena penitente                                                                  |               | olio su tela   | 80×65 cm       | ubicazione ignota                                       | -                     | |
|         | Immacolata Concezione con san Francesco d'Assisi e sant'Antonio da Padova            | 1651          | olio su tela   | 320×240 cm     | Chiesa di Sant'Antonio di Padova                        | Vibo Valentia         | Firmato in basso a sinistra: «PACECCO DE ROSA / NAPPOLI F. 1651»                                                                                         |
|         | San Tommaso riceve il cingolo della castità                                          | 1652          | olio su tela   | 160×310 cm     | Basilica di Santa Maria della Sanità                    | Napoli                | Firmato e datato: «Pacicco de Rosa / f. 1652» |
|         | Battesimo di santa Candida                                                           | 1650-1656     | olio su tela   | 400×200 cm     | Basilica di San Pietro ad Aram                          | Napoli                | |
|         | Madonna col Bambino, san Domenico, san Gaetano e l'Angelo custode                    | 1654          | olio su tela   | 330×255 cm     | Chiesa di San Nicola                                    | Sant'Agata di Puglia  | Firmato e datato in basso a destra: «PACICCO DE ROSA / F. 1654»                                                                                          |
|         | Sacra Famiglia con il Battista fanciullo                                             | 1650-1656     | olio su tela   | 128×101 cm     | Chiesa di Notre Dame de Romégas                         | La Tour-d'Aigues      | |
|         | Sacra Famiglia con il Battista fanciullo                                             | 1650-1656     | olio su tela   | 154×125 cm     | Collezione privata                                      | -                     | Replica del dipinto precedente |
|         | Madonna della Purità tra san Francesco, sant'Antonio e due putti                     | 1655          | olio su tela   | 227×198 cm     | Collezione privata                                      | -                     | Firmata e datata |